# Punctozotroctes wappesi
Punctozotroctes wappesi là một loài bọ cánh cứng trong họ Cerambycidae.